# Gnatholepis
A Gnatholepis a csontos halak (Osteichthyes) főosztályának a sugarasúszójú halak (Actinopterygii) osztályába, ezen belül a sügéralakúak (Perciformes) rendjébe, a gébfélék (Gobiidae) családjába és a Gobionellinae alcsaládjába tartozó nem.

## Rendszerezés
A nembe az alábbi 10 faj és 3 alfaj tartozik:
- Gnatholepis anjerensis (Bleeker, 1851)
- Gnatholepis argus Larson & Buckle, 2005
- Gnatholepis caudimaculata Larson & Buckle, 2012
- Gnatholepis cauerensis (Bleeker, 1853)
  - Gnatholepis cauerensis australis
  - Gnatholepis cauerensis cauerensis
  - Gnatholepis cauerensis hawaiiensis
- Gnatholepis gymnocara Randall & Greenfield, 2001
- Gnatholepis knighti Jordan & Evermann, 1903
- Gnatholepis ophthalmotaenia (Bleeker, 1854)
- Gnatholepis pascuensis Randall & Greenfield, 2001
- Gnatholepis thompsoni Jordan, 1904
- Gnatholepis yoshinoi Suzuki & Randall, 2009